# 裴元紹
裴元紹，是中国通俗歴史小説《三国演义》中的虚构人物。
裴元紹原属張角部下，黄巾军之武将。黄巾之乱後与周倉率领残部在山中当山賊。建安五年，过五关的关羽在郭常家中借宿。郭常的儿子是裴元紹的朋友，他建议裴元紹奪下关羽的赤兔马。裴元紹来夺马，得知是关羽，于是归顺关羽。他介绍卧牛山的豪傑周倉。最后，周倉成为关羽属下，裴元紹整理部下，于山中等待劉備。不久后，裴元紹想要夺偶然路过的赵云之马，被赵云一合殺死。